# Heterosquilloides insignis
Heterosquilloides insignis is een bidsprinkhaankreeftensoort uit de familie van de Tetrasquillidae. De wetenschappelijke naam van de soort is voor het eerst geldig gepubliceerd in 1911 door Kemp.